# (12833) Kamenný Újezd
Pour les articles homonymes, voir Kamenný Újezd.
(12833) Kamenný Újezd est un astéroïde de la ceinture principale.

## Description
(12833) Kamenny Ujezd est un astéroïde de la ceinture principale. Il fut découvert le 2 février 1997 à l'Observatoire Kleť par Jana Tichá et Miloš Tichý. Il présente une orbite caractérisée par un demi-grand axe de 2,13 UA, une excentricité de 0,16 et une inclinaison de 2,6° par rapport à l'écliptique.

## Compléments